# Вознесенка (Іглінський район)
Вознесе́нка (рос. Вознесенка, башк. Вознесенка) — присілок у складі Іглінського району Башкортостану, Росія. Входить до складу Ауструмської сільської ради.
Населення — 4 особи (2010; 7 в 2002).
Національний склад:
- башкири — 57 %
- білоруси — 43 %